# Pablo Quatrocchi
Pablo Javier Quatrocchi (ur. 19 stycznia 1974 w Quilmes) – argentyński piłkarz pochodzenia włoskiego występujący na pozycji środkowego obrońcy, trener piłkarski.